# Fenskær Efterskole
Fenskær Efterskole er en efterskole beliggende i Nørre Nissum, Lemvig Kommune. Målgruppen for skolen er sent udviklede unge, der har modtaget specialundervisning i deres skoleforløb. 
Fenskær Efterskole blev oprettet i 1987 i en del af Ad.L.Hansens kollegium ved Nørre Nissum Seminarium. Undervisningen på Fenskær Efterskole er alment dannende og planlagt ud fra en praktisk og musisk tilgang. Både undervisning og praktik indgår i kalenderen på specialefterskolen.  